# Chatenet
 Chatenet  es una población y comuna francesa, situada en la región de Poitou-Charentes, departamento de Charente Marítimo, en el distrito de Jonzac y cantón de Montlieu-la-Garde.

## Demografía
| 268 | 275 | 215 | 210 | 195 | 188 |
| Para los censos de 1962 a 1999 la población legal corresponde a la población sin duplicidades (Fuente: INSEE [Consultar]) |     |     |     |     |     |